# Achimenes cettoana
Achimenes cettoana är en tvåhjärtbladig växtart som beskrevs av Harold Emery Moore. Achimenes cettoana ingår i släktet Achimenes och familjen Gesneriaceae. Inga underarter finns listade i Catalogue of Life.